# イジュウ地区

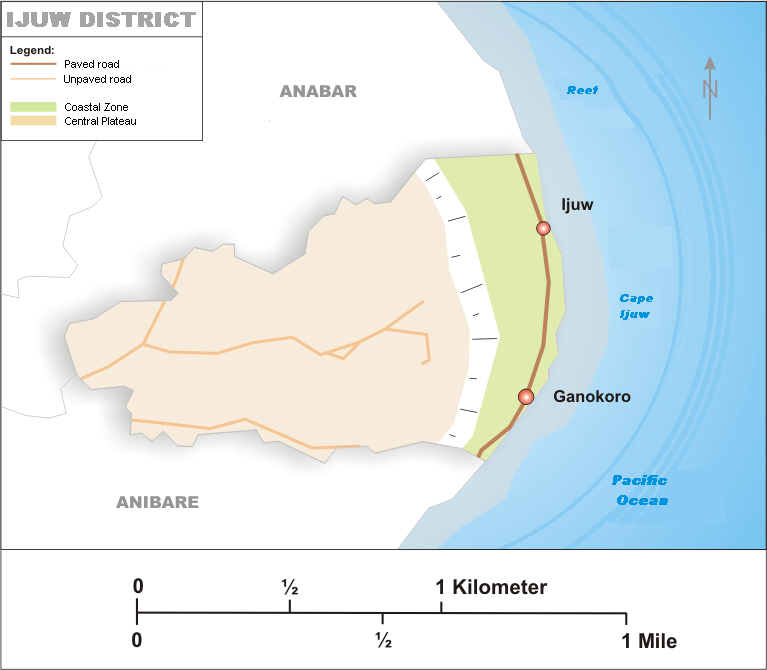
イジュウ地区

イジュウ地区（Ijuw District）は、ナウルの1地区。同国の北東部に位置する。地区内にあるイジュウ岬は島内の最東端となる。
- 地区面積:1.1km²
- 地区人口:180人

人口は国内最少。